# Hirnbank
Hirnbanken (auch Hirngewebebanken oder Hirngewebsbanken) dienen der Sammlung von Hirngewebe von an diversen neurologischen oder psychiatrischen Erkrankungen gestorbenen Patienten, um dieses für wissenschaftliche Untersuchungen zur Verfügung zu stellen. Die Erstellung solcher Hirnbanken fällt in den Aufgabenbereich der Neuropathologie.
Als Netzwerke von Hirnbanken besteht in Deutschland das Brain-Net Deutschland und in Europa das BrainNet Europe.